# Marcin Biernacki (ur. 1943)
Marcin Biernacki (ur. 1943) – polski kierowca wyścigowy.

## Biografia
Karierę sportową rozpoczynał w latach 60. jako pilot Lecha Jaworowicza. W 1972 roku zadebiutował Promotem-Rakiem 67 w wyścigach samochodowych, zdobywając trzecie miejsce w Pucharze ZG PZM. Rok później zadebiutował w mistrzostwach Formuły Easter. W sezonie 1975 zadebiutował w Pucharze Pokoju i Przyjaźni, a rok później zajął w jego klasyfikacji dziesiąte miejsce. Z kolei w sezonie 1977 był dziewiąty, w sezonie 1978 – ósmy, a w sezonie 1979 – siódmy. Ponadto w 1977 roku wygrał trzy wyścigi i zdobył mistrzostwo Polski, które obronił w latach 1978–1979. W 1980 roku był zmuszony przerwać karierę z powodu operacji oka.
Wspólnie z Andrzejem Frydrychewiczem skonstruował prototyp Formuły 126p, która miała być w założeniu niedrogą serią wyścigową. Nigdy nie doszło jednak do organizacji zawodów Formuły 126p.

## Wyniki
| Legenda oznaczeń w tabelach wyników Wyświetl szablon na nowej stronie | Legenda oznaczeń w tabelach wyników Wyświetl szablon na nowej stronie                                                                     |
| Oznaczenie                                                            | Wyjaśnienie |
| --------------------------------------------------------------------- | --- |
| Złoty                                                                 | Zwycięzca lub mistrzostwo |
| Srebrny                                                               | 2. miejsce lub wicemistrzostwo |
| Brązowy                                                               | 3. miejsce lub II wicemistrzostwo |
| Zielony                                                               | Ukończył, punktował (w klasyfikacji generalnej, gdy zdobył co najmniej jeden punkt na przestrzeni sezonu, poza trzema powyższymi opcjami) |
| Niebieski                                                             | Ukończył, nie punktował (w klasyfikacji generalnej, gdy nie zdobył co najmniej jednego punktu na przestrzeni sezonu)                      |
| Czerwony                                                              | Nie zakwalifikował się (NZ) |
| Czerwony                                                              | Nie prekwalifikował się (NPK) |
| Różowy                                                                | Nie ukończył (NU) |
| Różowy                                                                | Niesklasyfikowany (NS) (w klasyfikacji generalnej, gdy nie został sklasyfikowany w żadnym wyścigu sezonu)                                 |
| Czarny                                                                | Zdyskwalifikowany (DK) |
| Czarny                                                                | Wykluczony (WYK/EX) |
| Biały                                                                 | Nie wystartował (NW) |
| Biały                                                                 | Kontuzjowany (K/INJ) |
| Biały                                                                 | Wyścig odwołany (OD/C) |
| Bez koloru                                                            | Został wycofany (WYC/WD) |
| Bez koloru                                                            | Nie przybył (NP/DNA) |
| Bez koloru                                                            | Nie brał udziału w treningach (NT/DNP) |
| Bez koloru                                                            | Nie został zgłoszony (–) |
| Pogrubienie                                                           | Start z pole position |
| Kursywa                                                               | Najszybsze okrążenie wyścigu |
| †                                                                     | Nie ukończył, ale jego rezultat został zaliczony ze względu na przejechanie więcej niż 90% dystansu wyścigu.                              |
| *                                                                     | Sezon w trakcie |
| 1/2/3                                                                 | Punktowana pozycja w sprincie kwalifikacyjnym                                                                                             |
| Lista systemów punktacji Formuły 1                                    | |

### Puchar Pokoju i Przyjaźni
| Rok  | Samochód      | Silnik      | Wyniki w poszczególnych eliminacjach | Wyniki w poszczególnych eliminacjach | Wyniki w poszczególnych eliminacjach | Wyniki w poszczególnych eliminacjach | Wyniki w poszczególnych eliminacjach | Pkt. | Msc. |
| ---- | ------------- | ----------- | ------------------------------------ | ------------------------------------ | ------------------------------------ | ------------------------------------ | ------------------------------------ | ---- | ---- |
| 1975 |               |             |                                      |                                      | Czechosłowacja                       |                                      |                                      | 31   | 22   |
| 1975 | Promot-Rak 67 | Polski Fiat | -                                    | -                                    | -                                    | 14                                   |                                      | 31   | 22   |
| 1976 |               |             |                                      |                                      | Czechosłowacja                       |                                      | Czechosłowacja                       | 125  | 10   |
| 1976 | Promot-Rak 67 | Polski Fiat | 18                                   | 13                                   | 11                                   | -                                    | 13                                   | 125  | 10   |
| 1977 |               |             |                                      |                                      | Czechosłowacja                       |                                      |                                      | 133  | 9    |
| 1977 | Promot-Rak 67 | Polski Fiat | NU                                   | 16                                   | 9                                    | 11                                   | 11                                   | 133  | 9    |
| 1978 |               |             |                                      |                                      | Czechosłowacja                       |                                      |                                      | 136  | 8    |
| 1978 |               |             | 14                                   | 12                                   | 9                                    | 9                                    | NU                                   | 136  | 8    |
| 1979 |               |             |                                      |                                      | Czechosłowacja                       |                                      |                                      | 143  | 7    |
| 1979 |               |             | 8                                    | 7                                    | NU                                   | 16                                   | 6                                    | 143  | 7    |
| 1980 |               |             |                                      |                                      | Czechosłowacja                       |                                      |                                      | 72   | 16   |
| 1980 | MTX 1-03      | Łada        | -                                    | 11                                   | NU                                   | 7                                    | -                                    | 72   | 16   |

### Polska Formuła Easter
| Rok  | Zespół                   | Samochód      | Silnik      | Wyniki w poszczególnych eliminacjach | Wyniki w poszczególnych eliminacjach | Wyniki w poszczególnych eliminacjach | Wyniki w poszczególnych eliminacjach | Wyniki w poszczególnych eliminacjach | Wyniki w poszczególnych eliminacjach | Pkt. | Msc. |
| ---- | ------------------------ | ------------- | ----------- | ------------------------------------ | ------------------------------------ | ------------------------------------ | ------------------------------------ | ------------------------------------ | ------------------------------------ | ---- | ---- |
| 1973 |                          |               |             |                                      |                                      |                                      |                                      |                                      |                                      | ?    | ?    |
| 1973 | Automobilklub Warszawski | Promot-Rak 67 | Polski Fiat | -                                    | 5                                    | 5                                    | -                                    | 2                                    |                                      | ?    | ?    |
| 1976 |                          |               |             |                                      |                                      |                                      |                                      |                                      |                                      | 43   | 12   |
| 1976 | Automobilklub Warszawski | Promot-Rak 67 | Polski Fiat | -                                    | 3                                    | -                                    |                                      |                                      |                                      | 43   | 12   |
| 1977 |                          |               |             |                                      |                                      |                                      |                                      |                                      |                                      | 150  | 1    |
| 1977 | Automobilklub Warszawski | Promot-Rak 67 | Polski Fiat | 1                                    | 5                                    | 1                                    | 1                                    |                                      |                                      | 150  | 1    |
| 1978 |                          |               |             |                                      |                                      |                                      |                                      |                                      |                                      | ?    | 1    |
| 1978 | Automobilklub Warszawski |               |             | 1                                    | 2                                    | 1                                    | ?                                    | 1                                    |                                      | ?    | 1    |
| 1979 |                          |               |             |                                      |                                      |                                      |                                      |                                      |                                      | 200  | 1    |
| 1979 | Automobilklub Warszawski |               |             | 1                                    | 1                                    | 1                                    | ?                                    | 1                                    |                                      | 200  | 1    |
| 1980 |                          |               |             | Polska                               | Polska                               | Polska                               | Polska                               | Polska                               | Polska                               | 100  | 13   |
| 1980 | Automobilklub Warszawski | MTX 1-03      | Łada        | -                                    | 1                                    | -                                    | -                                    | -                                    | 1                                    | 100  | 13   |

### Wschodnioniemiecka Formuła Easter
| Rok  | Zespół                   | Samochód      | Silnik      | Wyniki w poszczególnych eliminacjach | Wyniki w poszczególnych eliminacjach | Wyniki w poszczególnych eliminacjach | Wyniki w poszczególnych eliminacjach | Wyniki w poszczególnych eliminacjach | Pkt. | Msc. |
| ---- | ------------------------ | ------------- | ----------- | ------------------------------------ | ------------------------------------ | ------------------------------------ | ------------------------------------ | ------------------------------------ | ---- | ---- |
| 1973 |                          |               |             |                                      |                                      |                                      |                                      |                                      | 0    | NS   |
| 1973 | Automobilklub Warszawski | Promot-Rak 67 | Polski Fiat | -                                    | -                                    | -                                    | 19                                   | -                                    | 0    | NS   |